# Берязев, Владимир Алексеевич
Владимир Алексеевич Берязев (род. 1959) — поэт, эссеист, переводчик, публицист, литературный деятель.

## Биография
Родился в шахтёрском городе Прокопьевске (Кузбасс) в 1959 году. Был впервые опубликован в журнале «Сибирские огни» N 8 за 1982 г. Заочно окончил Литературный институт им. Горького (83-89 гг.). Начиная с 1986 г. автор десяти поэтических сборников, наиболее известные «Кочевник», 2004, Иркутск; «Золотоносная мгла», 2008, Москва, «Водолей»; «Ангел расстояния», 2009, Москва, изд. Руслана Элинина и др. Готовится к выходу трехтомник под общим названием «Моя ойкумена» — том лирической прозы «Сумасбродные мысли о выборе веры», эссеистики и публицистики, том избранных стихов, том лирических и тюрко-монгольских исторических поэм («Девиш», «Свистульки», «Поле Пелагеи», «Знамя Чингиса», «Тобук», а также роман в стихах «Могота»). Публиковался во многих журналах, альманахах и антологиях России: «Новый мир», «Наш современник», «Москва», «Северная Аврора», «Урал», «Сибирские огни», «Алтай», «Огни Кузбасса», «Дальний Восток», «Сибирь», «Рубеж» и других. В последние годы широко публикуется вне России: «Зарубежные записки», «Крещатик», Германия; «Новое русское слово», Нью-Йорк, 2004, «Би-би-си», передача Севы Новгородцева, 2004; «Немига», Минск, 2004 и 2005; «Дикое поле», Украина, 2005; «Простор» и журнал «Аманат» (иностранная литература) в Казахстане, где с начала 2001 года были опубликованы несколько поэм и роман в стихах. Стихи Берязева входят в школьную хрестоматию «Шедевры русской поэзии второй половины XX-го века» (Издательство «Внеклассное чтение» — 2011 год).
Более шести лет являлся автором писательской радиопрограммы «Слуховое окно» (93-99 гг.). С 1990 по 1997 гг. был директором издательства «Мангазея» и составителем одноимённого литературного альманаха. С 1997 по март 2000 являлся председателем правления Новосибирской писательской организации.
Организатор и основной докладчик 3-го и 4-го съездов писателей Сибири (Новосибирск, 1999 и 2002 г.г.). С 1999 по январь 2014 — директор и главный редактор журнала «Сибирские огни», а также секретарь правления Союза Писателей России.

## Общественная позиция
В 2022 году подписал письмо в поддержку российского военного вторжения на Украину.

## Награды и премии
- По итогам 2002 года лауреат первой премии МА «Сибирское соглашение» в номинации публицистика — «Сибирь — территория надежд».
- В 2007 награждён медалью и премией журнала «Аманат» и Международного клуба Абая за роман в стихах «Могота».
- В 2008 — в Ханты-Мансийске был признан лучшим поэтом Урала и Сибири по итогам регионального конкурса, а Межрегиональная ассоциация «Сибирское соглашение» присвоила ему звание «Достояние Сибири» с вручением золотого нагрудного знака.
- В 2009 награждён медалью и премией им. Константина Симонова за поэму «Псковский десант».
- В 2010 получил медаль и премию «Белуха» (Алтай).
- В 2010 специальный приз международной премии Максимилиана Волошина за книгу «Ангел расстояния» (Крым, Украина).
- В 2011 Всероссийская литературная премия им. Н. А. Клюева (Администрация Томской области).
- Вышедшая к 90-летию журнала антология Поэты «Сибирских огней» век XXI, получила серебряную медаль и всероссийскую премию «Литературной газеты» им. Антона Дельвига (автор и составитель В. Берязев), а по итогам IV Берлинского международного литературного конкурса «Лучшая книга-2013» антология "Поэты «Сибирских огней», век XXI (Россия), составитель В. Берязев, получила большую Золотую медаль.
- Короткий список поэтической премии «Московский счёт», 2014.
- Лауреат ежегодной премии журнала «Наш современник» за лучшую поэтическую публикацию 2015 года — подборку стихотворений «Горизонт неохватен и рдян».
- Лауреат премии журнала «Дети Ра» (2015), (2016)
- Лауреат премии журнала «Эмигрантская лира» в номинации поэтов-неэмигрантов «Неоставленная страна», IV международный поэтический конкурс 2015 / 2016 г.г.
- С января 2016-го член русского ПЕН-центра, рекомендован Юрием Кублановским и Бахытом Кенжеевым.
- Входит в большое жюри всероссийской национальной литературной премии «Поэт года» http://www.poetgoda.ru/zhuri/ и в экспертный совет еженедельной телевизионной передачи «Вечерние стихи» http://www.stihi.ru/vs/.
- Награждён медалью «За особый вклад в развитие Кузбасса» III степени и медалью «За вклад в развитие Новосибирской области».

## Цитата
Я родился в горняцком городе на юге Сибири. Вырос на шахте — среди грохота металла, криков маневровых паровозов, среди шлака, пыли, угля, на берегу мёртвого ручья и у подножия террикона, подобного чёрной пирамиде. Иногда террикон был схож с вулканом, потому что изрыгал клубы ядовитого газа из похожих на фурункулы огненных жерл.
Мы, подростки горняцкой окраины, не боялись ни шахты, ни террикона, ни взрывчатки, которая иногда попадалась в отвалах пустой породы. Мы купались в заполненных глинистой водой обвалах на месте обрушенных выработок. Мы устраивали взрывы на пустырях, иногда лишаясь конечностей или глаз. Мы плавили свинец и алюминий в багровых кратерах самовозгоревшихся угольных барханов и отливали кастеты, рукояти ножей, биты для игры в чику и зоску, а также грузила для рыбалки и дробь для самодельных пугачёй-поджиг. Коробка спичек нам хватало для того, чтобы выстрелом картечи пробить миллиметровый стальной лист.
Мы были хорошо вооружены и верили в счастье!
А рядом — в десяти километрах — была девственная дикая тайга, где мы, подобно индейцам на поджарых велосипедах, ощущали себя хозяевами.
Из этого парадокса и возникла поэзия.
— Владимир Берязев

## Книги
- 1986 — «Окоём»
- 1989 — «Золотой Кол» (Новосибирское книжное издательство)
- 1996 — «Могила Великого Скифа» (Новосибирск, издательство "Мангазея)
- 1997 — «Посланец» (Новосибирск, издательство "Мангазея)
- 2003 — «Тобук» книга поэм (Улан-Удэ, издательский дом «Буряад-Унэн»)
- 2004 — «Кочевник» стихи разных лет (Иркутск, Издатель Сапронов)
- 2008 — «Золотоносная мгла» (Москва, издательство Водолей-Паблишер)
- 2009 — «Ангел расстояния» (Москва, издательство Руслана Элинина)
- 2013 — «Чаша и пояс» (Москва, издательство «Водолей»)
- 2013 — «Знамя Чингиса» книга поэм (Москва, издательство «Водолей»)

## Интервью
- Олгерт Ольга. [Интервью с Владимиром Берязевым] // Европейская словесность (Кёльн). — 2012. — Вып. 2.
- Сенчин Роман. Перемены в «Сибогнях»: [Интервью с Владимиром Берязевым и Виталием Сероклиновым] // Литературная Россия. — 2014. — № 2—3.

## Рецензии и отзывы
- Анатолий ДОБРОВИЧ. Колчан кочевника.
- Екатерина Иванова. Поэтический мир Владимира Берязева. Литературная газета, № 9(6313), 16.03.2011.
- Владимир Берязев: «Мир жесток, но и прекрасен…»
- «…Дальше лишь земля…» Из писем Станислава Золотцева Владимиру Берязеву
- Алексей Ивантер. Уйти, чтобы вернуться и снова уйти (недоступная ссылка)
- Кублановский о В. Берязеве (недоступная ссылка)
- Владимир Алейников о В. Берязеве (недоступная ссылка)
- Лев Аннинский о Берязеве (недоступная ссылка)
- Владимир Берязев — любимый поэт казахского народа (недоступная ссылка)
- Станислав Золотцев. Боязнь забыть слово (недоступная ссылка)
- Олег КЛИШИН, Слово и время, о книге «Золотоносная мгла»

О книге Владимира Берязева «Могота. Роман о любви» (Новосибирск, 2003)
- Владимир Яранцев. «Нет половин у любви и у веры» (недоступная ссылка)
- Василий Дворцов. Роман затерянных душ (недоступная ссылка)
- Мстительное легкомыслие или легкомысленная мстительность (недоступная ссылка)
- Михаил Вишняков. Спросить бы у деда Кощея — чьи внуки над нами свистят?! (недоступная ссылка)
- Станислав Золотцев. Нас было много на челне… (недоступная ссылка)